# 普萊西德萊克斯 (佛羅里達州)
普萊西德萊克斯（英語：Placid Lakes）是位於美國佛羅里達州高地縣的一個非建制地區。該地的面積和人口皆未知。

## 地理
普萊西德萊克斯的座標為27°15′31″N 81°24′09″W / 27.25861°N 81.40250°W，而該地的平均海拔高度為39米（即128英尺）。